# KAITO (漫畫家)
KAITO（8月15日—）是日本漫画家。

## 經歷
自畫像為獏。最初是以搞笑漫畫、進行作品發表。

## 作品列表
- ：《週刊少年Jump》2004年48号接檔刊載出道，後於2005年15号再次刊載。
- ：《赤丸Jump》2007 WINTER上刊載。
  - 後入選金未来杯於本誌《週刊少年Jump》2007年40号上刊載。
- 兜網球經理（日语：クロス・マネジ）：《少年Jump NEXT!》2012 WINTER上刊載。
  - 本誌《週刊少年Jump》2012年21、22合併号刊載單篇，2012年42号[2]至2013年34号[3]進行連載。（單行本全5卷）
- ：於漫畫網站「Jump LIVE」第2号上連載，全4話[4]。
- ：《週刊少年Jump》2015年51号至2016年10号期間連載[5]。單行本全1卷。
- 青旗：《少年Jump+》2017年2月1日至2020年4月8日期間連載。單行本全8卷。

## 外部連結
- KAITO的pixiv